# 趙徳芳
趙 徳芳（ちょう とくほう、顕徳6年（959年）- 太平興国6年3月12日（981年4月18日））は、宋の太祖趙匡胤の第4子。太宗の即位後は興元尹に任じられた。

## 生涯
『宋史』の記載によれば、太祖崩御の際、宋皇后は内侍王継恩に徳芳を入宮させることを命じたが、王継恩は太祖の遺詔を握り潰して、晋王光義の元に参じた。そして晋王が即位し、後に太宗と称されることになった。皇子を差し置いて皇弟が即位するという異常事態に「千載不決の議」と称される皇位簒奪疑惑が発生した。
太平興国4年（979年）に男子趙惟憲をもうけたが、太平興国6年（981年）3月に23歳で病死し、その死も当時太宗との関連が噂された。諡号は康恵。中書令が追贈され、岐王に追封された。後に太師が加贈され、楚王に改封された。

## 子孫
南宋代、その6世孫に孝宗、7世孫に光宗、8世孫に寧宗が出た。

## 話本と京劇における形象
- 『楊家将』：八賢王